# Iniezione di deposito
In medicina si parla di iniezione di deposito o semplicemente depot quando il meccanismo di assorbimento di un farmaco ne prevede l'accumulo nei tessuti e il graduale rilascio del principio attivo nel tempo.
Il farmaco viene somministrato disciolto in particolari veicoli oleosi per via parenterale tramite iniezioni intramuscolari o sottocutanee. Normalmente le iniezioni vengono effettuate a distanza di uno o più mesi l'una dall'altra, posologia che tendenzialmente assicura un'elevata compliance da parte del paziente sottoposto alla terapia.